# Quotient de rationalité
Le quotient de rationalité (en anglais : Rationality Quotient, abrégé QR ou RQ) est un concept de la psychologie cognitive et des sciences de l'éducation, introduit en 2016 par le psychologue canadien Keith Stanovich avec ses collaborateurs Richard West et Maggie Toplak. Il vise à mesurer les compétences de pensée rationnelle et de prise de décision en complément des tests d'intelligence traditionnels tels que le quotient intellectuel (QI).
Contrairement au QI, le quotient de rationalité cherche à évaluer la capacité d’un individu à raisonner de façon cohérente, à résister aux biais cognitifs et à aligner ses croyances et comportements sur des preuves fiables et des objectifs personnels.
Le quotient de rationalité repose sur deux composantes principales :
- La rationalité épistémique, qui concerne la formation de croyances alignées sur les preuves.
- La rationalité instrumentale, qui désigne la capacité à agir efficacement pour atteindre ses objectifs.

## Historique et développement
Le concept est introduit par Stanovich dans ses travaux sur la distinction entre intelligence et rationalité. En 2009, il publie What Intelligence Tests Miss: The Psychology of Rational Thought où il souligne que des individus à haut QI peuvent tout de même faire preuve de dysrationalité en adoptant des croyances infondées ou en prenant des décisions irrationnelles.
En collaboration avec Richard West et Maggie Toplak, il développe le test Comprehensive Assessment of Rational Thinking (CART), présenté dans l’ouvrage The Rationality Quotient publié par MIT Press en 2016. Ce test regroupe plusieurs tâches visant à évaluer des compétences telles que l’évaluation probabiliste, la détection de pseudoscience et la disposition à la pensée critique.
Dans la revue Thinking & Reasoning (2017), Jonathan Weller propose une analyse critique du projet, soulignant son ambition et ses limites psychométriques, notamment en termes de validité factorielle. Dans Frontiers in Psychology, Makay (2019) considère le QR comme une avancée importante en psychologie de la rationalité, tout en pointant ses présupposés normatifs. Par ailleurs, Macchi (2018), dans l’American Journal of Psychology, souligne à la fois les apports de ce travail et la nécessité de recherches complémentaires sur la validité écologique et l’applicabilité du test.

## Fondements du test
Le test Comprehensive Assessment of Rational Thinking (CART) a été conçu pour combler un vide identifié par Stanovich dans la mesure de la rationalité humaine : alors que le QI rend compte des capacités cognitives structurelles, il ne mesure pas la rationalité épistémique ou instrumentale. Le CART comprend des tâches destinées à évaluer la rationalité épistémique, c’est‑à‑dire la capacité à former des croyances cohérentes avec des preuves fiables, ainsi que la rationalité instrumentale, qui désigne l’efficacité dans l’atteinte d’objectifs. De plus, le test inclut aussi une évaluation de la pensée ouverte active (Actively Open-Minded Thinking, AOT), une disposition à envisager des perspectives alternatives et à réviser ses croyances face à des preuves contradictoires.

## Relation avec le quotient intellectuel
Le test CART (Comprehensive Assessment of Rational Thinking) évalue un large éventail de compétences associées à la pensée rationnelle. Compte tenu du nombre et de la diversité de ces compétences, les sous-tests présentent des corrélations très variables avec le quotient intellectuel.
Les quatre sous-tests ayant les corrélations les plus élevées avec l’intelligence générale sont :  
- le sous-test de raisonnement probabiliste,
- le sous-test de raisonnement scientifique,
- le sous-test Réflexion versus Intuition,
- et le sous-test de littératie financière.

Les corrélations avec ces sous-tests tendent à atteindre 0,50 ou plus. La plupart des autres sous-tests du CART présentent des corrélations comprises entre 0,25 et 0,50, bien que certains affichent des valeurs encore plus faibles.
Certaines composantes clés de la rationalité montrent une dissociation notable par rapport à l’intelligence :  
- la surconfiance (mesurée par le sous-test d’étalonnage des connaissances) ne présente qu’une corrélation de 0,38 avec l’intelligence, alors qu’il s’agit d’un élément central de la rationalité décrit notamment par Daniel Kahneman[6];
- le biais de confirmation (myside bias, mesuré par le sous-test d’évaluation d’arguments) présente également une corrélation de 0,38.

D’autres sous-tests, centrés sur des principes normatifs comme la maximisation de l’utilité, affichent des corrélations relativement faibles :  
- l’effet de cadrage a une corrélation de 0,28 ;
- la compétence à évaluer une valeur numérique attendue, seulement 0,21 ;
- et la capacité à différer une gratification monétaire pour obtenir une récompense supérieure n’est corrélée qu’à 0,06.

Enfin, certains sous-tests portant sur des croyances irrationnelles, comme la propension à adhérer aux théories du complot, affichent une corrélation modeste de 0,34 avec l’intelligence.
Ces résultats soulignent que des aspects de la rationalité ne sont pas directement mesurés par les tests de QI traditionnels. Cette relation suggère que bien que les deux mesures partagent certaines bases cognitives, elles évaluent des dimensions distinctes. Le QI est principalement centré sur les capacités analytiques et la rapidité de traitement, tandis que le QR met en lumière la qualité des jugements, la résistance aux biais cognitifs et la capacité à aligner ses croyances avec des preuves dans des contextes complexes.

## Applications et perspectives
Le QR a suscité l’intérêt dans des domaines tels que l’éducation, la psychologie du développement, et l’économie comportementale. Il est utilisé pour étudier la vulnérabilité aux théories du complot, à la désinformation et aux croyances pseudoscientifiques. Des recherches récentes ont adapté le CART pour des publics adolescents dans le projet ART‑Y (Assessing Rational Thinking in Youth).

## Critiques et débats
Plusieurs chercheurs ont émis des réserves à propos du concept de quotient de rationalité. Robert Sternberg a souligné le risque d’un biais normatif, dans la mesure où certains tests pourraient juger des croyances comme « irrationnelles » selon des critères culturels propres aux sociétés occidentales.
D’autres critiques portent sur la validité écologique des mesures proposées : selon eux, les résultats des tests expérimentaux pourraient ne pas refléter fidèlement la capacité des individus à prendre des décisions rationnelles dans des situations réelles et complexes.
Enfin, certains chercheurs questionnent l’intérêt pratique du quotient de rationalité par rapport à des ajustements apportés aux tests d’intelligence classiques. Ils estiment qu’il est nécessaire d’évaluer plus précisément la valeur ajoutée du QR pour la compréhension et la prévision de la rationalité humaine.

## Travaux ultérieurs
Depuis la publication du CART, plusieurs équipes de recherche se sont attachées à adapter et affiner les échelles de mesure de la rationalité pour des publics spécifiques. Par exemple, le projet ART‑Y (Assessing Rational Thinking in Youth) vise à développer une version adaptée aux adolescents, avec des sous-tests simplifiés et calibrés pour des contextes éducatifs.
Ces travaux répondent en partie aux critiques adressées au test original concernant sa longueur et sa complexité, tout en explorant de nouvelles applications dans la pédagogie et la prévention des biais cognitifs. D’autres initiatives cherchent à créer des versions abrégées du CART pour faciliter son utilisation dans des contextes professionnels ou cliniques.